# Uzbequistão nos Jogos Paralímpicos de Verão de 2012
O Uzbequistão participou dos Jogos Paralímpicos de Verão de 2012, que aconteceram na cidade de Londres, no Reino Unido.

## Desempenho

### Levantamento de peso
Masculino
| Atletas           | Evento | Resultado | Posição |
| ----------------- | ------ | --------- | ------- |
| Yashin Shoberdiev | -48 kg | NM        | NM      |

Feminino
| Atletas       | Evento | Resultado | Posição |
| ------------- | ------ | --------- | ------- |
| Elena Abasova | -56 kg | NM        | NM      |